# Yefim Géler
Yefim Petróvich Géler, también anglicanizado como Efim Petrovich Geller (en ruso Ефи́м Петро́вич Ге́ллер; Odesa, 2 de marzo de 1925-Moscú, 17 de noviembre de 1998), fue un ajedrecista soviético.

## Biografía
Géler nacido en Odesa el 2 de marzo de 1925 fue hijo de una familia de obreros, fue becado por el gobierno soviético y estudió economía política y matemáticas en la Universidad de Moscú; fue uno de los grandes ajedrecistas del siglo XX. En 1952, se clasificó segundo, tras Paul Keres, en el campeonato de Budapest, por delante de Mijaíl Botvínnik y Vasili Smyslov. Ese mismo año, consiguió en título de gran maestro. En 1955, fue por primera vez campeón de la Unión Soviética. Ganó de todo, excepto el campeonato del mundo, aunque jugó en seis ocasiones el torneo de candidatos. Siempre jugó a gran nivel, pero también encontró siempre quien le ganase en los momentos decisivos. Tenía un saldo positivo en sus partidas contra cuatro campeones del mundo: Mijaíl Botvínnik, Vasili Smyslov, Tigrán Petrosián y Bobby Fischer; y empatado contra Max Euwe, Mijaíl Tal y Anatoli Kárpov.

## Palmarés
- Campeonato ucraniano de 1950, 1957, 1958, 1959.
- Campeonato de la URSS de 1955 y 1979.
- Candidato al campeonato del mundo entre 1953 y 1971.
- Olimpíadas de 1952, 1954, 1956, 1962, 1968, 1970 y 1980.
- Ganador de cerca de 20 torneos internacionales importantes desde 1957.
- El contenido de este artículo incorpora material de una entrada de la Enciclopedia Libre Universal, publicada en español bajo la licencia Creative Commons Compartir-Igual 3.0.